# روني هورن
روني هورن (بالإنجليزية: Roni Horn)‏ هي كاتِبة ومصورة وفنانة أمريكية، ولدت في 25 سبتمبر 1955 في نيويورك في الولايات المتحدة.

## وصلات خارجية
- روني هورن على موقع الموسوعة البريطانية (الإنجليزية)
- روني هورن على موقع مونزينجر (الألمانية)
- روني هورن على موقع ديسكوغز (الإنجليزية)